# Campeonato Mundial de Natação em Piscina Curta de 2012 - Revezamento 4x100 m medley masculino
A prova dos 4x100 metros medley  masculino do Campeonato Mundial de Natação em Piscina Curta de 2012 foi disputado em 16 de dezembro em Istambul  na Turquia.

## Recordes
Antes desta competição, os recordes mundiais e do campeonato nesta prova eram os seguintes:
|    | Nacionalidade  | Nome                                                                                             | Tempo   | Local           | Data                   |
| -- | -------------- | ------------------------------------------------------------------------------------------------ | ------- | --------------- | ---------------------- |
| WR | Rússia         | Stanislav Donets (49.63) Sergey Geybel (56.43) Yevgeny Korotyshkin (48.35) Danila Izotov (44.75) | 3:19.16 | São Petersburgo | 20 de dezembro de 2009 |
| CR | Estados Unidos | Nick Thoman (49.88) Mihail Alexandrov (56.52) Ryan Lochte (49.17) Garrett Weber-Gale (45.42)     | 3:20.99 | Dubai           | 19 de dezembro de 2010 |

## Medalhistas
| Ouro | Prata | Bronze                                                                                       |
| Estados Unidos · Matt Grevers · Kevin Cordes · Tom Shields · Ryan Lochte · Ryan Murphy* · Mihail Alexandrov* · Anthony Ervin* | Rússia · Stanislav Donets · Viatcheslav Sinkevich · Nikolay Skvortsov · Vladimir Morozov, Viacheslav Prudnikov* · Yevgeny Lagunov* | Austrália · Robert Hurley · Kenneth To · Grant Irvine · Tommaso D'Orsogna · Kyle Richardson* |

*Participaram apenas das eliminatórias, mas também receberam medalhas.

## Resultados

### Eliminatórias
As eliminatórias ocorreram dia 16 de dezembro. 
| Colocação | Bateria | Raia | Nacionalidade  | Nome | Tempo   | Notas |
| --------- | ------- | ---- | -------------- | --- | ------- | ----- |
| 1         | 3       | 4    | Estados Unidos | Ryan Murphy (50.91) Mihail Alexandrov (57.36) Tom Shields (50.91) Anthony Ervin (46.42)                                          | 3:25.60 | Q     |
| 2         | 3       | 5    | Rússia         | Stanislav Donets (49.96) Viatcheslav Sinkevich (57.98) Viacheslav Prudnikov (51.35) Yevgeny Lagunov (46.44)                      | 3:25.73 | Q     |
| 3         | 1       | 4    | Austrália      | Robert Hurley (50.74) Kenneth To (57.63) Grant Irvine (51.58) Kyle Richardson (47.23)                                            | 3:27.18 | Q     |
| 4         | 2       | 4    | Brasil         | Daniel Orzechowski (52.13) João Gomes Jr. (58.04) Kaio de Almeida (50.11) Guilherme Roth (47.21)                                 | 3:27.49 | Q     |
| 5         | 1       | 1    | Hungria        | Péter Bernek (52.15) Dániel Gyurta (57.42) Bence Pulai (51.22) Dominik Kozma (47.47)                                             | 3:28.26 | Q     |
| 6         | 3       | 8    | Itália         | Mirco Di Tora (51.78) Mattia Pesce (58.89) Matteo Rivolta (50.92) Marco Orsi (46.93)                                             | 3:28.52 | Q, NR |
| 7         | 1       | 7    | China          | Cheng Feiyi (51.76) Li Xiayan (58.49) Wu Peng (51.25) Lü Zhiwu (47.49)                                                           | 3:28.99 | Q     |
| 8         | 2       | 5    | Japão          | Yuki Shirai (52.18) Koichiro Okazaki (58.83) Takuro Fujii (51.25) Kenta Ito (46.74)                                              | 3:29.00 | Q     |
| 9         | 1       | 3    | África do Sul  | Darren Murray (52.62) Giulio Zorzi (59.36) Garth Tune (52.70) Leith Shankland (47.29)                                            | 3:31.97 | AF    |
| 10        | 1       | 5    | Israel         | Jonatan Kopelev (52.19) Gal Nevo (58.76) Alon Mandel (52.80) Guy Barnea (48.68)                                                  | 3:32.43 |       |
| 11        | 2       | 1    | Grã-Bretanha   | Chris Walker-Hebborn (52.29) Craig Benson]] (58.10) Ieuan Lloyd (53.34) Robert Renwick (48.91)                                   | 3:32.64 |       |
| 12        | 3       | 7    | Bielorrússia   | Pavel Sankovich (52.69) Viktar Vabishchevich (1:00.14) Yauhen Tsurkin (51.41) Arseni Kukharau (48.66)                            | 3:32.90 | NR    |
| 13        | 2       | 7    | Canadá         | Jake Tapp (53.30) Andrew Poznikoff (59.36) Coleman Allen (52.77) Thomas Gossland (48.10)                                         | 3:33.53 |       |
| 14        | 2       | 3    | Turquia        | Iskender Baslakov (52.03) Mustafa Kacmaz (1:01.27) Nurettin Yildir Erhan (53.76) Kemal Arda Gürdal (47.00)                       | 3:34.06 | NR    |
| 15        | 3       | 3    | Paraguai       | Charles Hockin Brusquetti (54.15) Genaro Prono (1:02.45) Jose Emmanuel Lobo Martinez (54.11) Ben Hockin (47.71)                  | 3:38.42 |       |
| 16        | 2       | 6    | Singapura      | Quah Zheng Wen (54.84) Lionel Khoo (1:01.46) Joseph Schooling (53.02) Ng Kai Wee Rainer (51.24)                                  | 3:40.56 |       |
| 17        | 3       | 2    | Peru           | Mauricio Fiol (55.98/NR) Enrique Duran Garcia-Bedoya (1:03.59) Emmanuel Crescimbeni (53.72) Jusuf Nikola Ustavdich Velez (51.25) | 3:44.54 | NR    |
| 18        | 1       | 6    | Índia          | Rohit Imoliya (59.58) Agnishwar Jayaprakash (1:02.50) Sarma Nair (57.19) Neil Himanshu Contractor (54.06)                        | 3:53.33 |       |
| 19        | 3       | 6    | Macau          | Ngou Pok Man (56.44) Chao Man Hou (1:02.95) Lao Kuan Fong (58.69) Sio Ka Kun (56.66)                                             | 3:54.74 |       |
| 20        | 1       | 2    | Bahrein        | Faraj Farhan (1:05.27) Omar Yousif (1:07.97) Khalid Baba (1:02.67) Farhan Farhan (57.88)                                         | 4:13.79 |       |
| 21        | 2       | 2    | Malta          | Edward Caruana Dingli Andrea Agius Julian Harding Andrew Chetcuti                                                                | DNS     |       |
| 21        | 2       | 8    | Venezuela      | | DNS     |       |
| 21        | 3       | 1    | Gana           | | DNS     |       |

### Final
A final teve sua disputa realizada em 16 de dezembro. 
| Colocação         | Raia | Nacionalidade  | Nome | Tempo   | Notas |
| ----------------- | ---- | -------------- | --- | ------- | ----- |
| Medalha de ouro   | 4    | Estados Unidos | Matt Grevers (50.00) Kevin Cordes (57.15) Tom Shields (48.66) Ryan Lochte (45.22)                         | 3:21.03 |       |
| Medalha de prata  | 5    | Rússia         | Stanislav Donets (50.10) Viatcheslav Sinkevich (57.54) Nikolay Skvortsov (50.27) Vladimir Morozov (44.95) | 3:22.86 |       |
| Medalha de bronze | 3    | Austrália      | Robert Hurley (50.44) Kenneth To (57.44) Grant Irvine (50.75) Tommaso D'Orsogna (46.14)                   | 3:24.77 |       |
| 4                 | 6    | Brasil         | Guilherme Guido (50.67) Felipe Lima (58.05) Kaio de Almeida (49.86) Guilherme Roth (47.15)                | 3:25.73 |       |
| 5                 | 1    | China          | Cheng Feiyi (51.50) Li Xiayan (58.34) Wu Peng (50.31) Lü Zhiwu (47.29)                                    | 3:27.44 | NR    |
| 6                 | 8    | Japão          | Kosuke Hagino (51.37) Akihiro Yamaguchi (57.53) Kazuya Kaneda (51.20) Kenji Kobase (47.38)                | 3:27.48 |       |
| 7                 | 2    | Hungria        | Péter Bernek (52.27) Dániel Gyurta Bence Pulai Dominik Kozma                                              | DSQ     |       |
| 7                 | 7    | Itália         | Mirco Di Tora (52.36) Mattia Pesce (58.14) Matteo Rivolta (51.60) Marco Orsi                              | DSQ     |       |

Legenda
| Recorde mundial       | Recorde mundial (World record)               |                       | Recorde africano                      | Recorde africano (African) |                                           | Q | Classificado por posição (Qualified) |
| Recorde do campeonato | Recorde do campeonato (Championship record)  | Recorde da América    | Recorde da América (Americas)         | q                          | Classificado por melhor tempo (Qualified) |   |                                      |
| Melhor marca do ano   | Melhor marca do ano (World leading)          | Recorde asiático      | Recorde asiático (Asian)              | DNS                        | Não largou (Did not start)                |   |                                      |
| Recorde nacional      | Recorde nacional (National record)           | Recorde europeu       | Recorde europeu (European)            | DNF                        | Não terminou (Did not finish)             |   |                                      |
| Recorde pessoal       | Recorde pessoal do atleta (Personal best)    | Recorde da Oceania    | Recorde da Oceania (Oceania)          | DSQ / DQ                   | Desclassificado (Disqualified)            |   |                                      |
| Recorde da temporada  | Recorde da temporada do atleta (Season best) | Recorde sul-americano | Recorde sul-americano (South America) | NM                         | Sem marca (No mark)                       |   |                                      |